# Jan Håfström

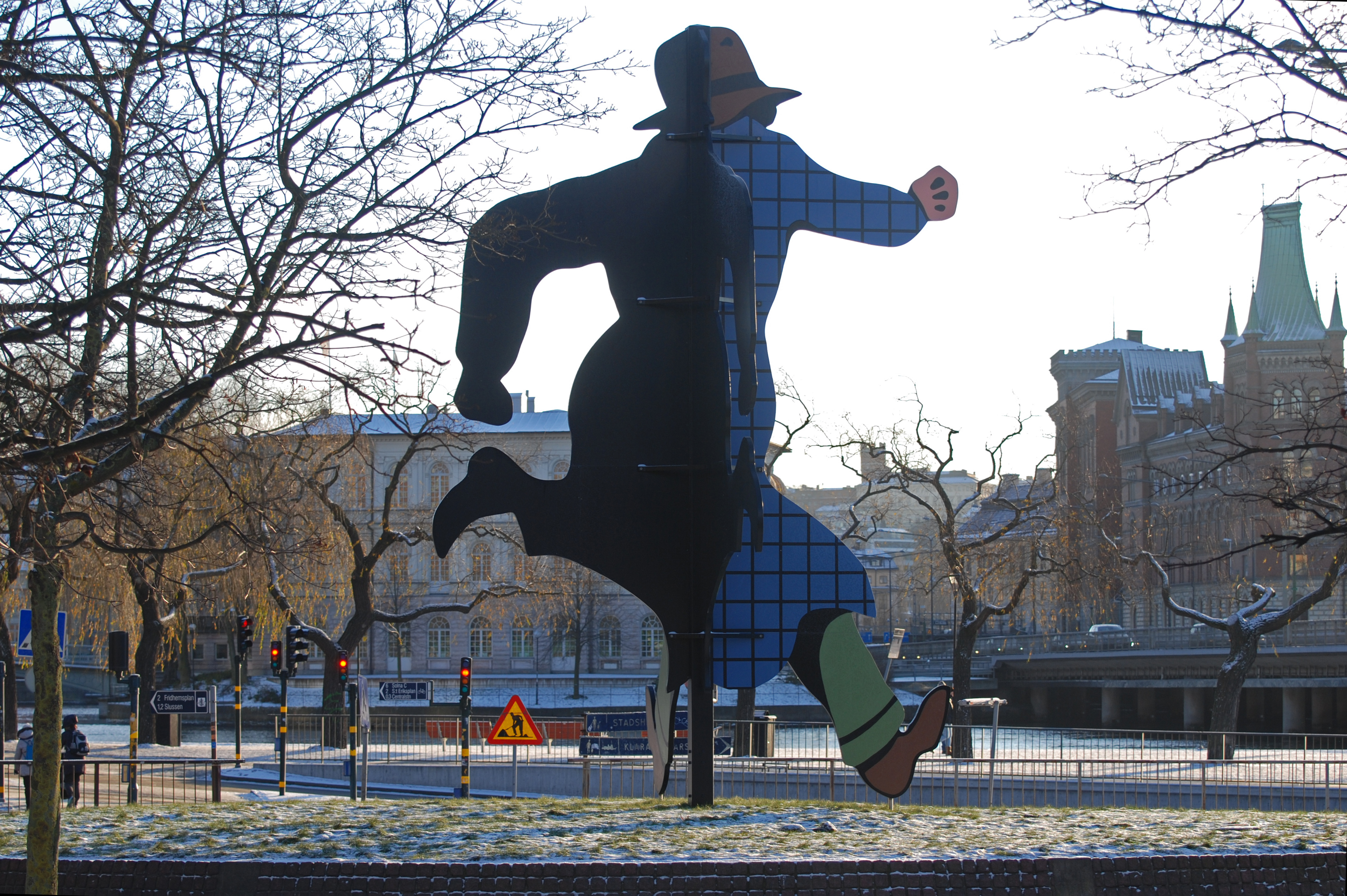
Vem är Mr Walker? i Stockholm.

Jan Erik Håfström, född 31 juli 1937 i Oscars församling i Stockholm, är en svensk målare, tecknare och skulptör.

## Biografi
Jan Håfström är son till Erik Håfström och Helga Håfström och växte upp i Stockholm. Han har kallats för "en av de stora romantikerna i svensk samtidskonst". Jan Håfström studerade filosofi och konsthistoria vid Lunds universitet och avlade en fil.kand.-examen 1962. Därefter utbildade han sig på Kungliga Konsthögskolan i Stockholm 1963–1968. Han debuterade 1966 och har också arbetat med kortfilm och skrivit konstkritik i dagstidningar.
Jan Håfström fick 2007 Sveriges Bildkonstnärsfonds Stora stipendium.
| ”                                                       | Jan Håfström får stipendiet för ett långt och banbrytande arbete i sin egen praktik, där han sedan fyra decennier tillhört de främsta i svenskt konstliv. Vidare för att han otaliga gånger varit representant för svensk konst i viktiga internationella sammanhang, men också för att han här hemma varit en inspirationskälla och ett stöd för många yngre kollegor. Jan Håfström är en sublim uttolkare av de mänskligaste av känslor | „ |
| – Sveriges Bildkonstnärsfonds stipendiemotivering, 2007 | |   |

Jan Håfström har representerat Sverige vid Venedigbiennalen fyra gånger: 1980 (tillsammans med Ola Billgren), 1990, 2003 och 2009.
Han innehar statens inkomstgaranti för konstnärer och finns representerad vid bland annat Nationalmuseum i Stockholm, Kalmar konstmuseum, Norrköpings konstmuseum, Västerås konstmuseum och Moderna museet.
Jan Håfström var 1960–1963 gift med kulturjournalisten och översättaren Maria Ortman, 1972–1991 med koreografen Margaretha Åsberg och 1996–2009 med konstnären Anita Gordh (född 1943). Han har två söner: Mikael Håfström och Dan Håfström.

## Offentliga verk i urval
- Tornet, tegelsten och jord, 2002, Trädgårdsparken i Tungelsta
- Vem är Mr Walker?, aluminium, 2014, Järnvägsparken i Stockholm
- Mr Walker, aluminium, Bilbolaget Östersund (rondellen)

## Priser och utmärkelser
- 1978 – Ledamot av Konstakademien
- 2001 – Carnegie Art Award
- 2007 – Prins Eugen-medaljen
- 2007 – Sveriges Bildkonstnärsfonds Stora stipendium
- 2009 – Stockholms stads hederspris
- 2013 – Kungliga priset